# 丹比郡
丹比郡是過去位於日本河內國的郡，在平安時代後期被分割為丹北郡和丹南郡兩郡。
過去丹比郡的範圍幫括現在的松原市、大阪狹山市全部地區、堺市東區、美原區全部地區、八尾市的大部分地區、大阪市平野區和東住吉區的南部區域、羽曳野市西部地區、藤井寺市西南部地區。

## 歷史
根據10世紀的『和名類聚抄』記載，丹比郡下轄有：狹山鄉、菅生鄉、黑山鄉、野中鄉、丹上鄉、丹下鄉、田邑鄉、八下鄉、依羅鄉、三宅鄉、土師鄉，在平安時代後期被分割為丹北郡和丹南郡，其中狹山鄉、菅生鄉、黑山鄉、野中鄉、丹上鄉、丹下鄉、田邑鄉7鄉被劃為丹南郡，八下鄉、依羅鄉、三宅鄉、土師鄉4鄉化為丹北郡；但此後八下鄉又從丹北郡中分出，獨立設置為八上郡。